# 内野駅 (埼玉県)
内野駅（うちのえき）は、埼玉県大宮市大字下内野（現・さいたま市西区三橋六丁目）に存在した、西武鉄道大宮線の停留場。
大宮市に入って最初の停留場であった。ただし大宮市が成立したのは1940年（昭和15年）11月3日であり、市内の停留場として営業した期間は1ヵ月ほどに留まる。

## 概要
五味貝戸駅からまっすぐ進み、鴨川で東西に二分された三橋の西側中心部に存在した。駅名は、現在もごく一部が残存する大字下内野に由来している。地理的には現在の三橋交番前に相当する。
1921年（大正10年）前後に電鉄の料金体系が1区間8銭、全線4区の32銭となった。1区間は大宮駅から当駅までと定められ、五味貝戸駅や西遊馬駅は2区間となった。
なお、前々身である川越電気鉄道が1912年に提出した交換可能停留場増設の申請書では、当停留場に交換設備が存在したかのような記述があるが、後に西武鉄道が提出した線路平面図では通常の停留場であり、交換設備があったかどうかは不明瞭である。

## 歴史
- 1906年（明治39年）4月16日：川越電気鉄道により開業。
- 1914年（大正3年）12月：会社合併に伴い、武蔵水電川越東線の停留場となる。
- 1922年（大正11年）
  - 6月1日：会社分離に伴い武蔵鉄道（後の西武鉄道）の停留場となる。
  - 11月17日：川越東線の線名改称に伴い、大宮線の停留場となる。
- 1927年（昭和2年）8月28日 - 9月3日：車庫火災により運休。
- 1940年（昭和15年）12月20日：大宮線休止。
- 1941年（昭和16年）2月25日：大宮線の廃線に伴い廃止となる。

## 廃線後の状況
道路そのものが埼玉県道2号さいたま春日部線（旧・国道16号）で拡張を受けており、電停の痕跡は残されていない。

## 隣の駅
西武鉄道
大宮線
五味貝戸駅 - 内野駅 - 並木駅